# Chocontá (kommun)
Chocontá är en kommun i Colombia.   Den ligger i departementet Cundinamarca, i den centrala delen av landet, 80 km nordost om huvudstaden Bogotá. Antalet invånare är 19 512.